# 76 до н. е.

## Померли
- Александр Яннай — юдейський цар з династії Хасмонеїв та первосвященик з 103 по 76 роки до н. е.